# 三通
三通（さんつう）とは、中華人民共和国（中国大陸）と中華民国（台湾）の「通商」「通航」「通郵」を示す言葉。中華人民共和国より台湾に対し両地域交流のモデルとして提案したが、当時の中華民国は中国大陸に対して「不接触」「不談判」「不妥協」の三不政策を実施し、提案に応じなかった。
しかし、2008年末、双方の合意により一部を除き三通を認めることとなった。

## 歴史的背景
1949年、国共内戦の結果中華民国政府が台湾に移転した後、政治的な理由により両地域の交流は一切が断たれた。当時の中華民国行政院は1977年に「取締匪偽物品管理弁法」を定めるなど、二地域間交流を否定的に捉えていた。1979年元旦、中国大陸当局は「台湾同胞に告げる書」を発表、その中で両地域間で「通商、通航、通郵」の三通を速やかに実行するとの提案がなされたが、当時台湾で実施されていた三不政策によりこの提案は無視された。1987年、中華民国政府は戒厳令解除後間もなく台湾住民の中国大陸への観光及び親族訪問を解禁した。しかし三通方式は拒否し、香港を経由し中国大陸を訪問する方式が採用された。

## 三通の現状
その後二地域間交流が深まり、特に台湾資本による中国大陸投資が増加すると、三通に対する要望が経済界から出された。1997年香港が、1999年にはマカオが中国に返還されたことで、特別行政区を経由した一種の三通が発生した。1111人力銀行が2008年7月に発表した調査結果によると54％の台湾人が中国大陸での就職に興味を示しているようであり上海、北京、深圳、蘇州のような経済成長が著しい地域が人気である。このように陸台両地域の貿易関係がいかに密接になっているかが分かる。今や中国大陸に住む台湾人は100万人とも言われ、台湾地区は輸出の実に4割弱を中国大陸に依存している。

### 小三通
2001年1月1日には小三通と称し、廈門と金門島（略称で両門）の間で客船が運航され三通が限定的に実施された。後年馬祖島と福州市馬尾区（略称で両馬）の間でも定期船の運航が開始された。また台湾の都市から金門空港へ多数の航空便が運航され、それに合わせた連絡バス、船が運航されるようになった。ただし当初は、中華人民共和国・中華民国以外の国籍を持つ人には開放されていなかった（現在では開放されている）。
2003年の春節期間中には、両地域間で直行便が開始（初めて合法的な航空路が開設）され、途中形式的に香港上空を経由して1月25日に第1便が運航された。こちらも当初は中華民国国民に限定され、その後外国人にも解放されたものの、利用には厳しい制限があった（中国大陸に居住する台湾人親族の訪問目的など。観光目的による利用は事実上不可。現在は外国人、台湾住民、中国大陸住民共に自由に利用可能）。

### 三通の実現
両地域の経済交流が促進されることで民間からの三通実施への要望は強まり、また2001年には中国大陸と台湾が世界貿易機関に加盟したこともあり、政府が堅持する三通拒否反対の声は日増しに高まっていた。しかし、台湾の民主進歩党の陳水扁政権下では、台湾独立運動や反分裂国家法という政治的対立もあり実現のメドは立っていなかった。
2008年、台湾が中国国民党の馬英九政権となると、対大陸政策を大幅に転換した。中国大陸側からの観光客受け入れの緩和、春節、週末などの直行チャーター便を大幅に増便することを認めた。また、第三国の国籍を持つ者も利用できるようになった。
2008年12月末には、直行チャーター便を毎日運航（週108便）、中国大陸側の就航都市を5都市から21都市に増加、貨物便の就航、経路を香港上空経由から最短ルートに変更することとなった。海運についても台湾が11港、中国大陸側が63港を開放する。郵便、送金についても、香港経由をとりやめることとなった。
2009年4月、航空チャーター便を定期便として週270便に増便すること、犯罪捜査協力、金融の相互参入が合意された。

### 通航の一時的制限
2019年8月、中国政府は自国民に対して、台湾への個人旅行許可証の発行を停止した。2020年には新型コロナウイルスの世界的流行に伴い台湾への団体旅行も禁止した。2025年1月、文化観光部は福建省と上海市の住民を対象として、近日中に台湾への団体旅行を解禁すると発表。台湾の大陸委員会も歓迎する意向を表明している。